# Slagsådammet
Slagsådammet är en sjö i Åre kommun i Jämtland och ingår i Indalsälvens huvudavrinningsområde.